# Teodoro Gaza
Teodoro Gaza (Tessalonica, 1415 circa – San Giovanni a Piro, 1475) è stato un umanista e traduttore bizantino.

## Biografia
A parte la nascita a Tessalonica e l'alto livello di istruzione, non sappiamo quasi nulla della vita di Teodoro Gaza prima della sua venuta in Italia nel 1440, quando si pensa avesse l'età di circa 25 anni. Sbarcato a Palermo, fu poi a Pisa, Pavia, Milano e Mantova, lavorando come amanuense e insegnante di greco. Dal 1446 al 1449 fu all'Università di Ferrara, come studente di medicina e docente di letteratura greca (fu anche rettore dell'Università, ma all'epoca si trattava di una carica ricoperta da uno studente). Gli studi di medicina non si conclusero con la laurea, ma l'insegnamento ebbe grande successo, procurandogli vari inviti. Nel 1449 accettò di raggiungere la corte papale del pontefice Niccolò V, dove si trovava già il cardinale Bessarione e dove iniziò la sua fortunata attività di traduttore. Nel 1455 si trasferì a Napoli, chiamato alla corte di Alfonso il Magnanimo. Dopo la morte del sovrano, nel 1458, soggiornò in varie località dell'Italia meridionale prima di tornare a Roma, dove rimase fino al 1474. L'anno successivo si ritirò a Policastro, e più precisamente nella Badia di San Giovanni a Piro, nella quale fu procuratore e fattore generale, donatagli dal Bessarione intorno al 1462, dove morì. Qui nel 1466, il 7 ottobre, scrisse gli Statuti della Terra di S. Giovanni a Piro, capitoli che costituirono il diritto positivo dell'Abbazia e dell'Università della Terra di S. Giovanni a Piro. Le sue ossa riposavano nella chiesa del Cenobio di S. Giovanni Battista, la cui lapide marmorea nel 1700 fu trasferita nella Chiesa Matrice di S. Pietro, dove è tuttora (spoglia di caratteri poiché logorati dal passo dei fedeli).

## Gaza insegnante, grammatico e filosofo

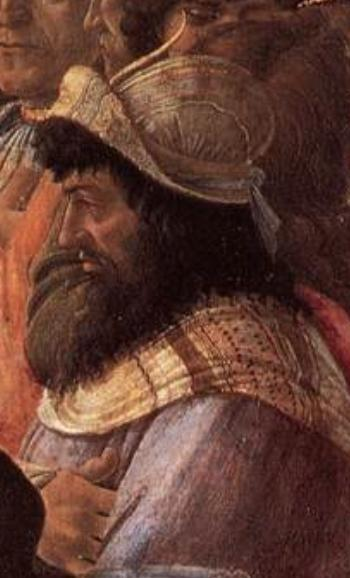
Teodoro Gaza in un particolare di un dipinto di Sandro Botticelli.

Teodoro Gaza dette un importante contributo alla diffusione in Italia della conoscenza della cultura greca non solo con le sue lezioni di letteratura greca, ma anche compilando, forse già negli anni ferraresi, una grammatica greca (Γραμματικὴ εἰσαγωγή, "Introduzione alla grammatica") in quattro libri, che ebbe grande successo. Fu inoltre autore di varie opere filosofiche nelle quali illustrò e difese le posizioni aristoteliche.

## Le traduzioni
Gaza si specializzò nella traduzione di testi scientifici, facendo conoscere in particolare, per la prima volta in occidente, le opere zoologiche di Aristotele e quelle botaniche di Teofrasto, influenzando così notevolmente lo sviluppo delle scienze biologiche dei secoli XV e XVI. Le sue traduzioni includono:
- Le opere di Aristotele:

Historia animalium
De partibus animalium
De generatione animalium
- I Problemata pseudo-aristotelici
- Il De plantis di Teofrasto
- I Problemata attribuiti ad Alessandro di Afrodisia

Spesso le traduzioni non si attenevano strettamente ai manoscritti usati, ma emendavano (il più delle volte felicemente) il testo. Teodoro di Gaza tradusse anche dal latino in greco il De senectute e il Somnium Scipionis di Cicerone.